# Rồng rộc đen
Rồng rộc đen hay rồng rộc cổ đen (danh pháp khoa học: Ploceus manyar) là một loài chim trong họ Ploceidae.

## Phân loài, chủng
- P. m. flaviceps (Lesson, R, 1831): Pakistan, Ấn Độ (trừ đông bắc), Sri Lanka và đông nam Nepal.
- P. m. peguensis Baker, ECS, 1925: Bhutan, đông bắc Ấn Độ và Bangladesh tới bắc Lào.
- P. m. williamsoni Hall, BP, 1957: Thái Lan, Campuchia và nam Việt Nam.
- P. m. manyar (Horsfield, 1821): Java, Bali.

Du nhập (có lẽ chủng flaviceps) vào bắc Ai Cập (châu thổ sông Nil), Saudi Arabia, UAE, Singapore và có lẽ cả Qatar và Kuwait.